# Douglas (Wyoming)
Douglas és l'única ciutat i seu del Comtat de Converse a l'estat de Wyoming dels Estats Units d'Amèrica.

## Demografia
Segons el cens dels Estats Units del 2000 Douglas tenia 5.288 habitants, 2.118 habitatges, i 1.423 famílies. La densitat de població era de 399,6 habitants/km².
Dels 2.118 habitatges en un 36,6% hi vivien nens de menys de 18 anys, en un 53,7% hi vivien parelles casades, en un 10% dones solteres, i en un 32,8% no eren unitats familiars. En el 28,7% dels habitatges hi vivien persones soles l'11,5% de les quals corresponia a persones de 65 anys o més que vivien soles. El nombre mitjà de persones vivint en cada habitatge era de 2,45 i el nombre mitjà de persones que vivien en cada família era de 3,04.
Per edats la població es repartia de la següent manera: un 28,5% tenia menys de 18 anys, un 8% entre 18 i 24, un 29,8% entre 25 i 44, un 21,8% de 45 a 60 i un 11,9% 65 anys o més.
L'edat mediana era de 35 anys. Per cada 100 dones de 18 o més anys hi havia 91,5 homes.
La renda mediana per habitatge era de 36.944 $ i la renda mediana per família de 44.900 $. Els homes tenien una renda mediana de 36.489 $ mentre que les dones 18.662 $. La renda per capita de la població era de 17.634 $. Entorn de l'11,9% de les famílies i el 14,1% de la població estaven per davall del llindar de pobresa.

## Poblacions properes
El següent diagrama mostra les poblacions més properes.